# 北市場本町
北市場本町（きたいちばほんまち）は、愛知県稲沢市の地名。

## 地理

### 交通
- 美濃路

### 施設
- 立部神社
- 北市場美濃路公園
- 亀翁寺
- 北市場町東公園

### WEB
1. ↑  “愛知県稲沢市の町丁・字一覧”.   人口統計ラボ. 2023年5月5日閲覧。
2. ↑  “読み仮名データの促音・拗音を小書きで表記するもの(zip形式) 愛知県” (zip).   日本郵便 (2024年2月29日). 2024年3月26日閲覧。
3. ↑  “市外局番の一覧” (PDF).   総務省 (2022年3月1日). 2022年3月22日閲覧。
4. ↑  “ナンバープレートについて”.   一般社団法人愛知県自動車会議所. 2024年1月21日閲覧。